# Проспект Вернадского (станция метро, Большая кольцевая линия)
«Проспе́кт Верна́дского» —  станция Московского метрополитена на юго-западном участке Большой кольцевой линии. Связана пересадкой с одноимённой станцией на Сокольнической линии. Расположена в районе Проспект Вернадского (ЗАО), вдоль улицы Удальцова у её пересечения с проспектом Вернадского, по которому и получила своё название. Открытие станции состоялось 7 декабря 2021 года в составе участка «Мнёвники» — «Каховская». Колонная трёхпролётная мелкого заложения с одной островной платформой.

## Расположение
Станция расположена неподалёку от одноимённой станции Сокольнической линии. Станция имеет два подземных вестибюля с выходами на обе стороны улицы Удальцова, связанные эскалаторами с платформой.
- Наземный вестибюль станции

## Оформление и архитектура
Станция задумана в стиле хай-тек. Она имеет индивидуальный образ, основанный на сочетании геометрических форм теплого монохрома отделки потолка, пола, колонн и графически яркой темы путевой стены, переходящий в зоне пересадки в такую же тему из цветного стеклянного ограждения пересадочных ходков.
На потолке светло-серого цвета в шахматном порядке располагаются встроенные светильники. Отражаясь на мраморном полу, они создают на нём узор.  
Центральная часть платформы обрамлена двумя рядами прямоугольных колонн, облицованных гранитом Габбро, чёрный цвет которого удачно контрастирует с серыми полутонами потолка и золотистой гаммой путевой стены. Спокойным фоном для этого сочетания служит пол платформы из полированного гранита. Стены касс выделены облицовкой оранжевого агломерата (высокопрочный искусственный камень).
- Турникеты и эскалаторы
- Турникетный зал
- Вход на эскалаторы сверху
- Эскалаторы, вид снизу

- Станционный путевой зал
- Общий вид зала станции
- Колонны, стена и потолок, вид сбоку
- Лестница перехода в центре зала
- Электропоезд 81-775/776/777 «Москва-2020» на станции
- Путь и стена с названием станции
- Название станции со шрифтовым написанием студии Артемия Лебедева на путевой стене

- Проход верхнего уровня и спуск на станцию
- Проходы с остеклением на верхнем уровне станции
- Выход с верхнего уровня на лестницу
- Вид половины зала с лестницы

## Строительство
- 23 июня 2017 года — китайская компания China Railway Construction Corporation Limited (CRCC), являющаяся подрядчиком для строительства этого участка БКЛ[4], начала строительные работы[5].
- 19 сентября 2017 года — в Россию доставлены три ТПМК из Китая для проходки тоннелей на участке «Аминьевское шоссе» — «Проспект Вернадского». Стало известно, что все строительно-монтажные работы планируют завершить до конца 2019 года[6].
- 7 сентября 2018 года — началась проходка левого перегонного тоннеля от станции «Проспект Вернадского» до «Мичуринского проспекта». По планам, тоннель длиной 1461 метр будет готов в конце февраля 2019 года[7].
- 7 июля 2020 года — начался монтаж эскалаторов станции[8].
- 15 сентября 2021 года — прошёл первый пробный поезд[9][10].
- 16 сентября 2021 года — мэр Москвы Сергей Собянин провёл технический пуск участка «Давыдково» — «Проспект Вернадского»[11].
- 7 декабря 2021 года — открытие станции в составе участка «Мнёвники» — «Каховская».

АО «Мосинжпроект» — генеральный проектировщик и генеральный подрядчик по строительству станции метро.

## Пересадки
Из середины платформы через пешеходные мостики осуществляется пересадка на одноимённую станцию на Сокольнической линии.
- Переход со станции Сокольнической на станцию Большой кольцевой линии и обзор станции

## Наземный общественный транспорт
На этой станции можно пересесть на следующие маршруты городского пассажирского транспорта:
- Автобусы: с17, 120, 150, 153, с163, 224, 266, 616, 661, 715, 793